# Айдаралієв Іскендербек Рисбекович
Іскендербек Рисбекович Айдаралієв (кирг. Искендербек Айдаралиев; нар. 13 листопада 1955) — киргизький державний і політичний діяч, виконував обов'язки прем'єр-міністра Киргизької Республіки в листопаді-грудні 2007 року.

## Життєпис
1978 року закінчив енергетичний факультет Фрунзенського політехнічного інституту за спеціальністю «інженер-електромеханік». Після цього працював на Пржевальському електротехнічному заводі.
Від 1984 до 1985 року обіймав посаду старшого інспектора Іссик-Кульської обласної інспекції з охорони атмосферного повітря.
Від 1985 року перебував на партійній роботі:
- 1985-1990 — інструктор, завідувач відділу Пржевальського міського комітету партії;
- 1990-1991 — голова Пржевальського міського комітету народного контролю;
- 1991 — завідувач відділу промисловості Іссик-Кульської обласної ради.

Після здобуття Киргизстаном незалежності залишився на державній службі:
- 1991-1993 — заступник начальника Іссик-Кульського обласного управління економіки та фінансів;
- 1993-1996 — завідувач Каракольського міського фінансового відділу;
- 1996-1999 — перший заступник голови державної адміністрації Каракола.
- 1999 — перший заступник голови державної адміністрації Ак-Суйського району Іссик-Кульської області;
- 1999-2002 — голова Таласької районної державної адміністрації Таласької області;
- 16 грудня 2002 — 10 січня 2006 — аким/голова Таласької обласної державної адміністрації;
- 19 січня 2006 року був призначений акимом Джалал-Аабадської області, однак прибічники його попередника Жеенбекова почали проводити численні мітинги, вимагаючи повернути їм старого акима. За таких обставин уже 23 січня Айдаралієв виїхав у Талас, де був проголошений «народним акимом»[2].

27 листопада 2007 року був призначений виконувачем обов’язків першого віе-прем’єра. Від 28 листопада до 24 грудня 2007 року після відставки Алмазбека Атамбаєва виконував обов’язки голови уряду. На посаді першого заступника прем’єр-міністра перебував до 23 січня 2009 року.
Від 26 січня до 22 жовтня 2009 року займав пост міністра сільського, водного господарства та переробної промисловості Киргизстану. Після цього, до квітня 2010 року, був міністром сільського господарства.
Нині є президентом Федерації органічного руху «BIO-KG».